# Fleringe kyrka
Fleringe kyrka är en kyrkobyggnad på Gotland som sedan 2010 tillhör Bunge, Rute och Fleringe församling i Visby stift. Kyrkan ligger intill ett par gårdar på ett öppet område inom den i övrigt skogrika socknen på nordligaste Gotland.

## Kyrkobyggnaden
Kyrkan är uppförd av kalksten och består av ett rakt avslutat kor med sakristia i norr, ett högre och bredare långhus och torn i väster, vilket är lika brett som långhuset. Portar finns i långhuset och koret i söder, samt i tornet i väster. Koret och långhuset uppfördes i ett sammanhang vid mitten och tornet under slutet av 1200-talet. Sakristian tillkom sannolikt strax före 1650. En storbrand 1676 skall ha lett till vissa återuppbyggnadsarbeten. Kyrkans tre ursprungliga portaler har enkla gotiska omfattningar. Den i väster är störst och försedd med växtornamentik. Sannolikt är den avsedd som huvudingång. De små spetsbågiga fönsteröppningarna i öster och söder är ursprungliga, liksom tornets kopplade kolonnettförsedda ljudgluggar. 
Invändigt är kyrkan helt välvd. Långhusets fyra murade valv bärs upp av en kraftig mittkolonn. Koret och ringkammaren täcks av ett valv vardera. Ringkammarens båge mot långhuset i väster har samma vidd och form som triumfbågen i öster. Enstaka kalkmålningar har bevarats från 1400-talet och en märklig ornamental dekor från 1500-talets senare del. Inredningen med ursprunglig bemålning tillkom i helhet under 1700-talet.
Kring en öppen plan väster om kyrkan står kyrkstallarna kvar, vilket är ovanligt på Gotland.
I kyrkogårdens sydvästra hörn står en medeltida tunnvälvd stiglucka, spår efter ytterligare en syns i norra kyrkogårdsmuren.

## Inventarier
På grund av kyrkbranden 1676 saknas medeltida inventarier.
- Dopfunten är från 1630-talet och flyttades till kyrkan efter branden. Tidigare fanns funten i Visborgs slottskyrka.
- Altaruppsatsen från 1701 är tillverkad av Rasmus Bartsch.
- Predikstolen tillkom 1726.

### Orgel
- Orgeln på fem stämmor byggdes 1966 av John Grönvall Orgelbyggeri i Lilla Edet.

| Manual        | Pedal   | Koppel  |
| Gedackt 8’    | Bihängd | Man/Ped |
| Principal 4’  |         |         |
| Rörflöjt 4’   |         |         |
| Waldflöjt 2’  |         |         |
| Scharf 2 chor |         |         |

## Fotogalleri

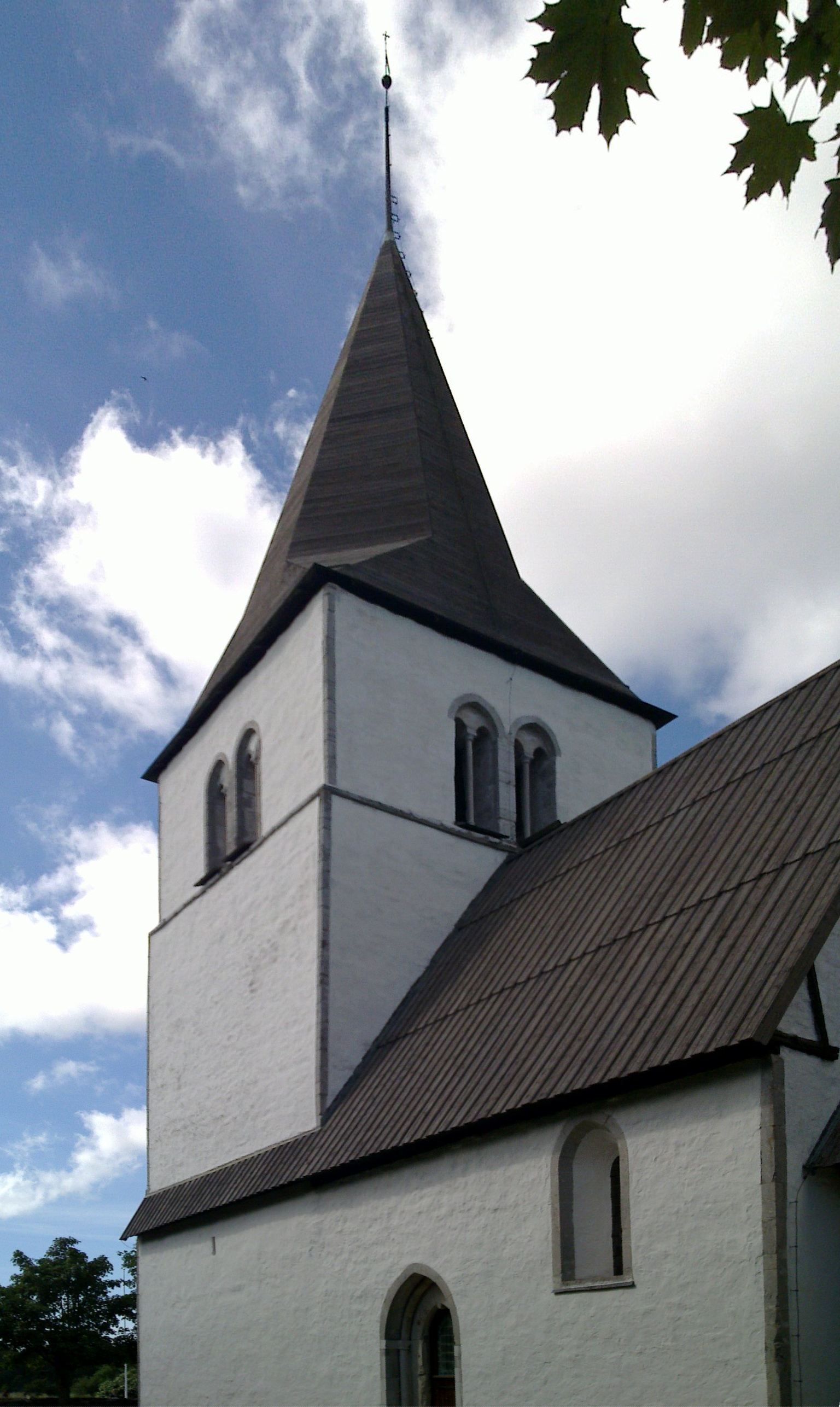
Tornet
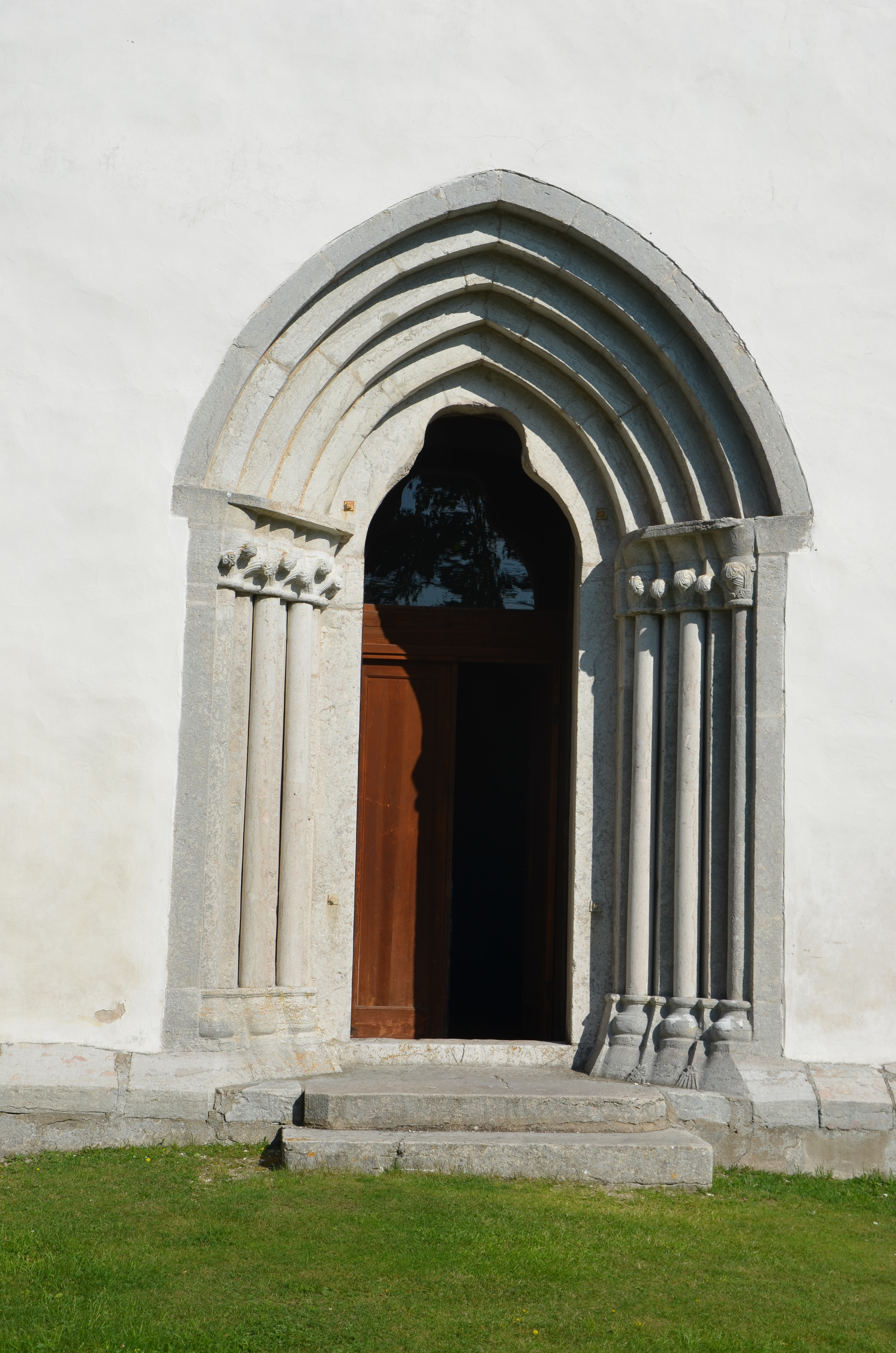
Portalen på tornets västra fasad
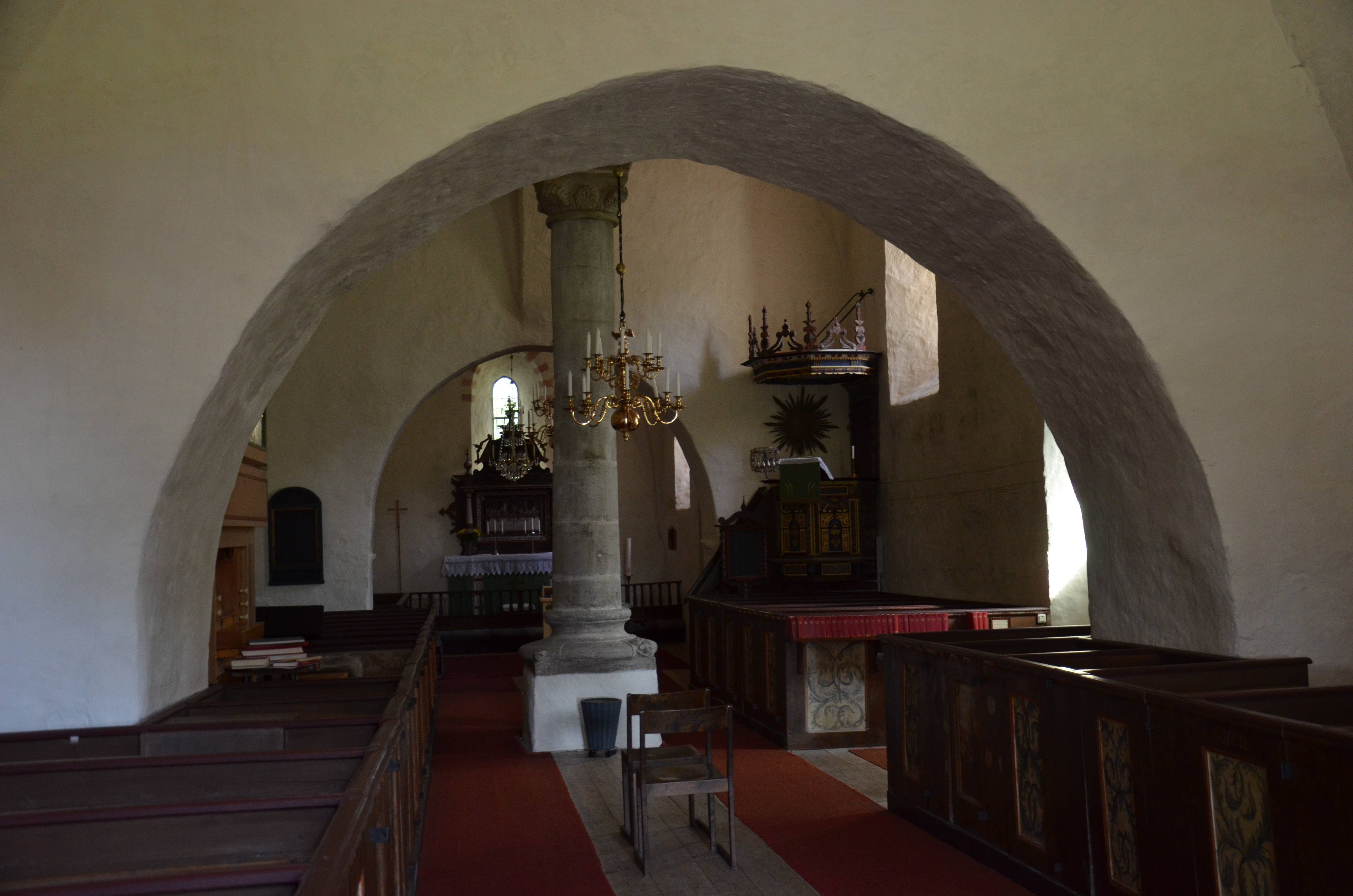
Interiör
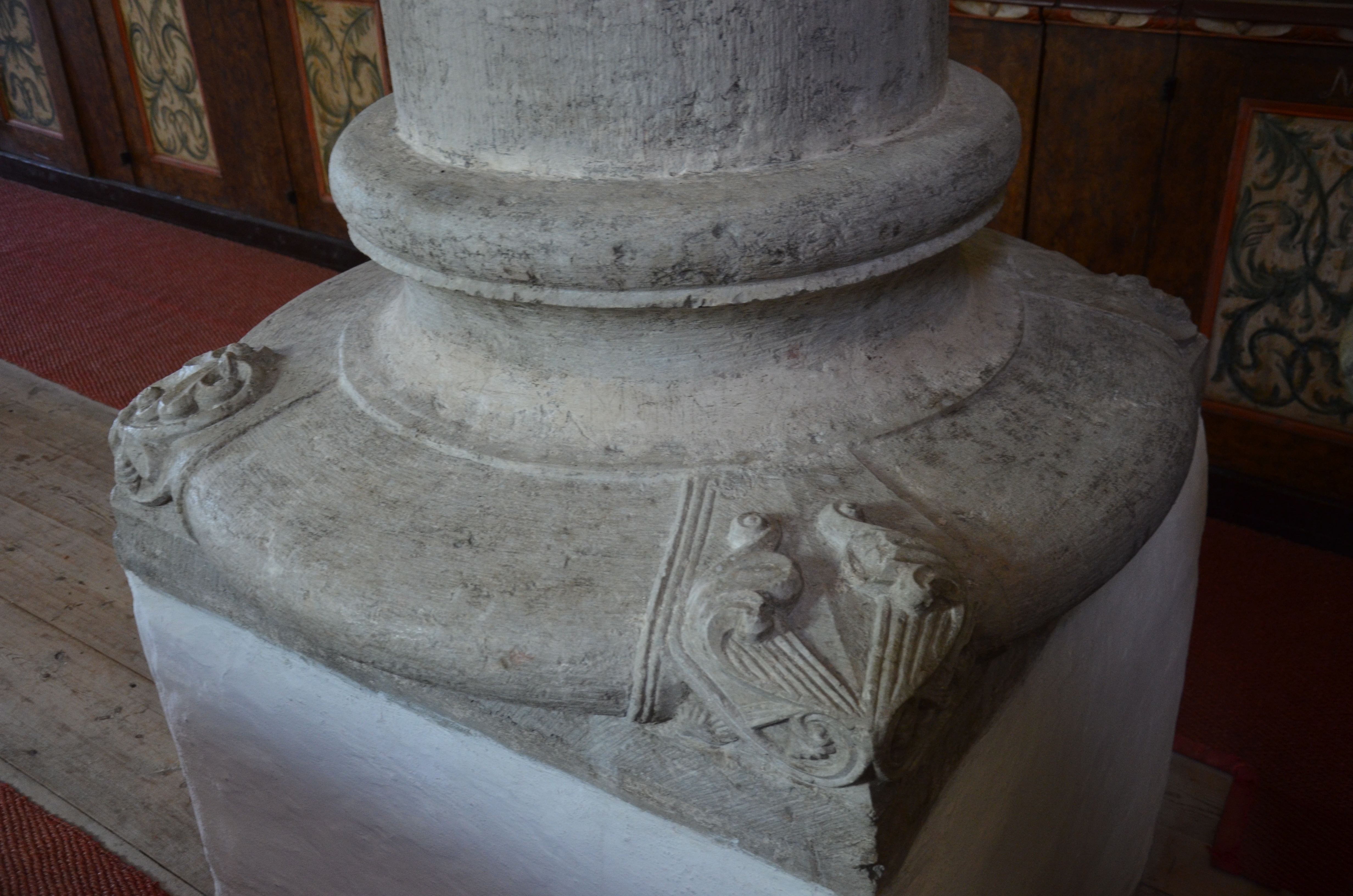
Skulpturer på mittkolonnens bas
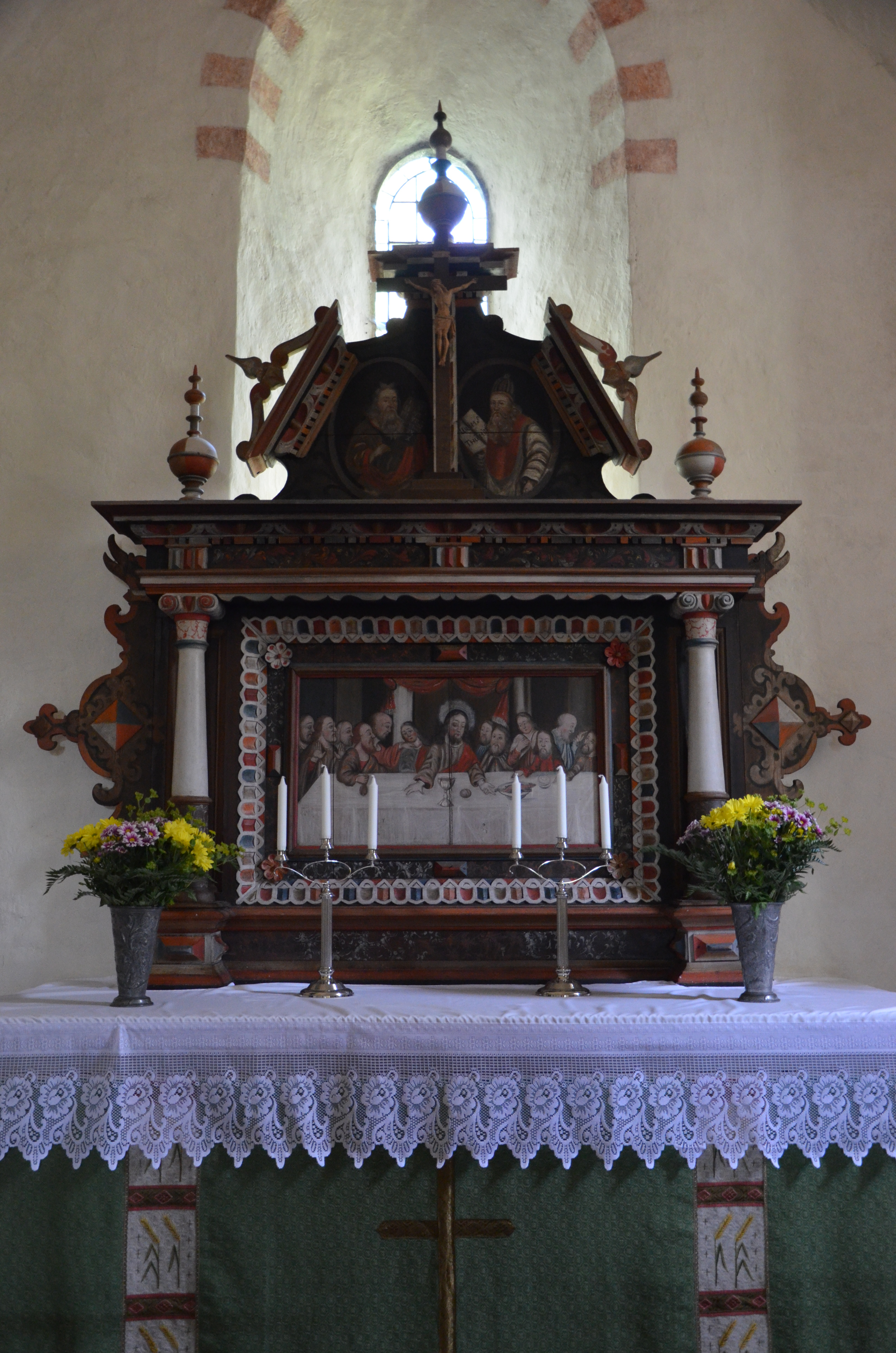
Altartavla
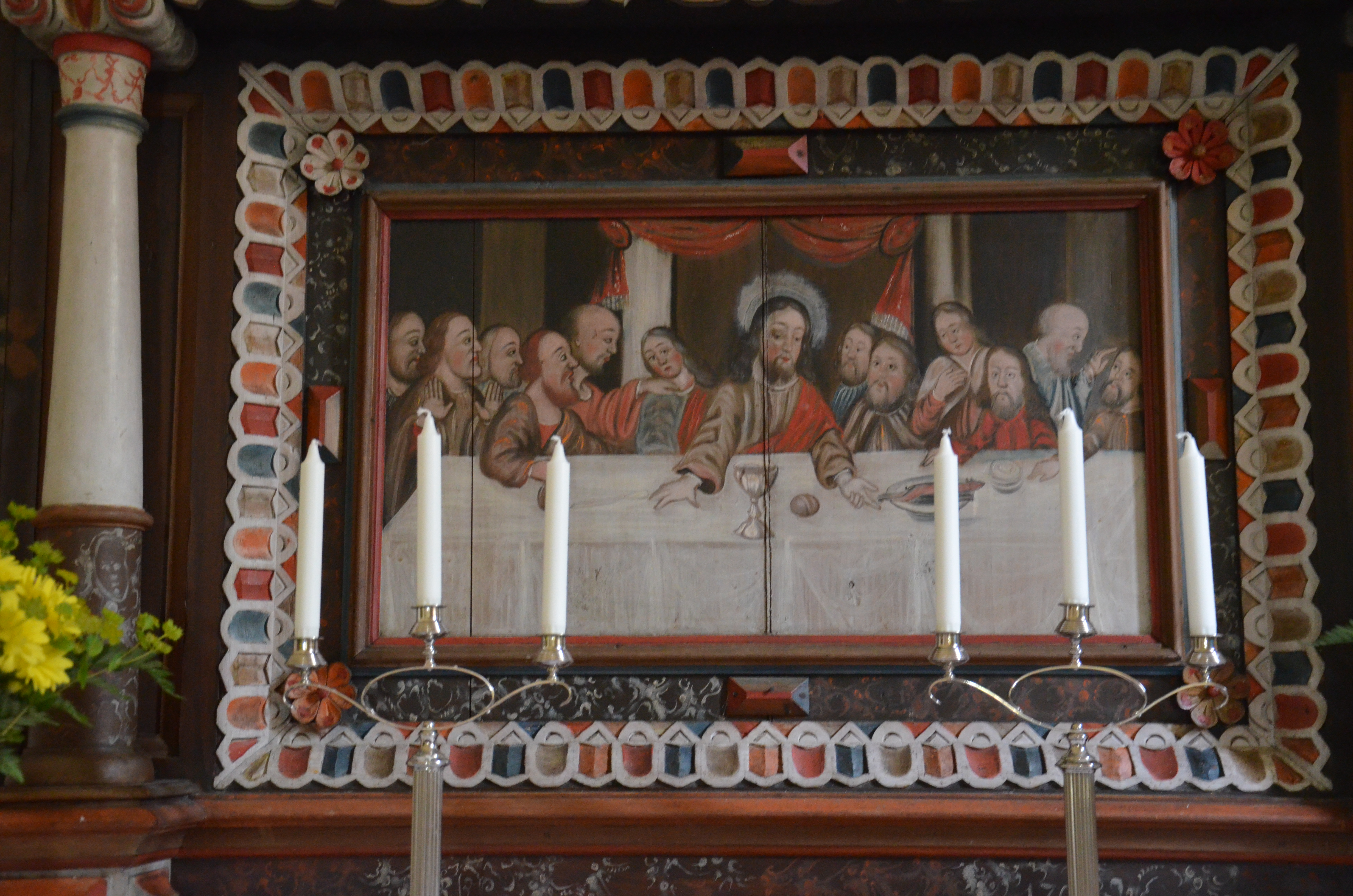
Altartavla, detalj
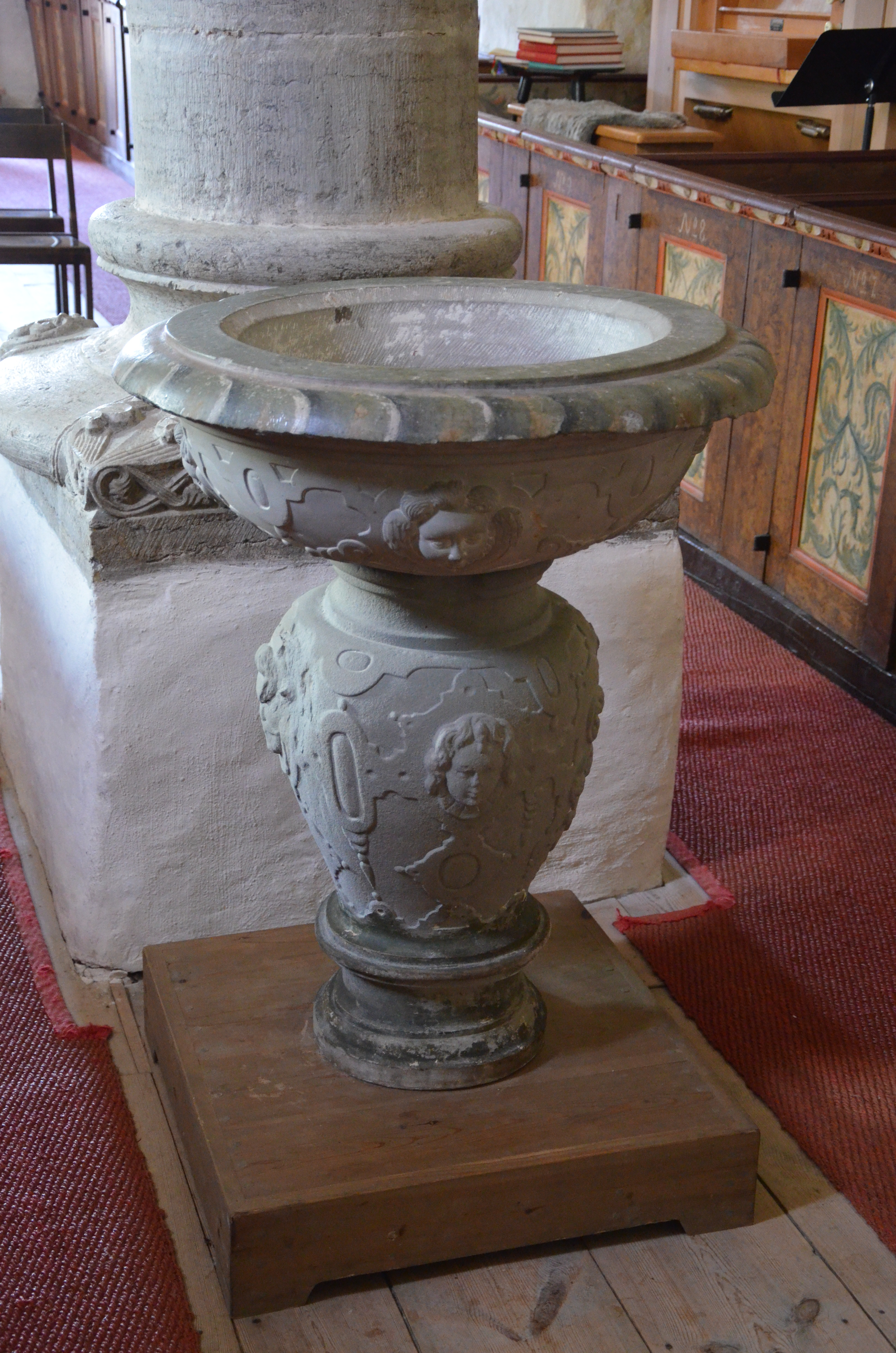
Dopfunt